# Drepanogynis benyowskyii
Drepanogynis benyowskyii är en fjärilsart som beskrevs av Pierre E.L. Viette 1980. Drepanogynis benyowskyii ingår i släktet Drepanogynis och familjen mätare. Inga underarter finns listade i Catalogue of Life.